# Polygala kuriensis
Polygala kuriensis là một loài thực vật thuộc họ Polygalaceae. Đây là loài đặc hữu của Yemen. Môi trường sống tự nhiên của chúng là vùng cây bụi khô khu vực nhiệt đới hoặc cận nhiệt đới and vùng nhiều đá.